# Облавка
Обла́вка (каз. Облавка) — село у складі Бурлінського району Західноказахстанської області Казахстану. Входить до складу Бумакольського сільського округу.
У радянські часи село називалось Облавське.
Населення — 276 осіб (2021; 287 у 2009, 315 у 1999, 368 у 1989).